# Oda Katsunaga
Oda Katsunaga (織田 勝長?; 1568 – 21 giugno 1582) fu un samurai giapponese del periodo Sengoku appartenente al clan Oda della provincia di Owari, quinto figlio di Oda Nobunaga.
In giovanissima età Katsunaga, poi conosciuto come "Gobomaru", fu dato in adozione a Toyama Kagetou e sua moglie Lady Otsuya nel castello di Iwamura. Lady Otsuya era zia di Oda Nobunaga. Nel 1572 il castello fu conquistato da Akiyama Nobutomo del clan Takeda, e Gobomaru, che aveva quattro anni, divenne ostaggio dei Takeda. Takeda Katsuyori riconsegnò Gobomaru al clan Oda nel 1581. A Gobomaru fu dato in custodia lo stesso castello di Iwamura dove fu rapito anni prima. 
Un anno dopo Katsunaga accompagnò suo padre a Honnō-ji. Dopo che Akechi Mitsuhide attaccò e uccise Nobunaga, Katsunaga fu anch'esso ucciso difendendo il palazzo Nijō (Nijō-gosho). 
Un figlio di Katsunaga, Oda Katsuyoshi, divenne servitore prima di Oda Nobukatsu e successivamente del clan Maeda della provincia di Kaga. 